# 塞加爾恰-瓦萊鄉
43°49′N 24°48′E / 43.817°N 24.800°E
塞加爾恰-瓦萊鄉（羅馬尼亞語：Comuna Segarcea-Vale, Teleorman），是羅馬尼亞的鄉份，位於該國南部，由特列奧爾曼縣負責管轄，面積73平方公里，2007年人口3,491，人口密度每平方公里48人，超過九成居民信奉東正教。